# Arthur T. Benjamin
Arthur T. Benjamin (sinh ngày 19 tháng 3 năm 1961) là một nhà toán học người Mỹ chuyên ngành toán học tổ hợp. Từ năm 1989, ông là giáo sư toán học tại Trường đại học Harvey Mudd.
Ông được biết đến với khả năng tính nhẩm và các màn trình diễn "mathemagics" (ảo thuật toán học). Các khả năng toán học của ông đã được nhấn mạnh trong những bài báo và tạp chí, tại các TED Talk và trên the Colbert Report.

## Giáo dục
Benjamin nhận bằng Cử nhân Khoa học chuyên ngành toán học ứng dụng tại Đại học Carnegie Mellon (CMU) năm 1983. Sau đó, ông tiếp tục nhận bằng Thạc sĩ Khoa học năm 1985 và Tiến sĩ kỹ thuật ngành khoa học toán học tại Đại học Johns Hopkins năm 1989. Luận án tiến sĩ của ông có tựa đề "Turnpike Structures for Optimal Maneuvers" và được giám sát bởi Alan J. Goldman.
Trong năm thứ nhất tại CMU, ông đã hợp tác với tác giả Scott McGregor và nhà soạn nhạc Arthur Darrell Turner để viết lời và tạo hiệu ứng ảo thuật cho vở hài kịch âm nhạc Kije!. Vở nhạc kịch này đã chiến thắng trong một cuộc thi thường niên và ban đầu được biểu diễn làm Nhạc kịch mùa xuân của CMU vào năm 1980.

## Sự nghiệp

### Học thuật

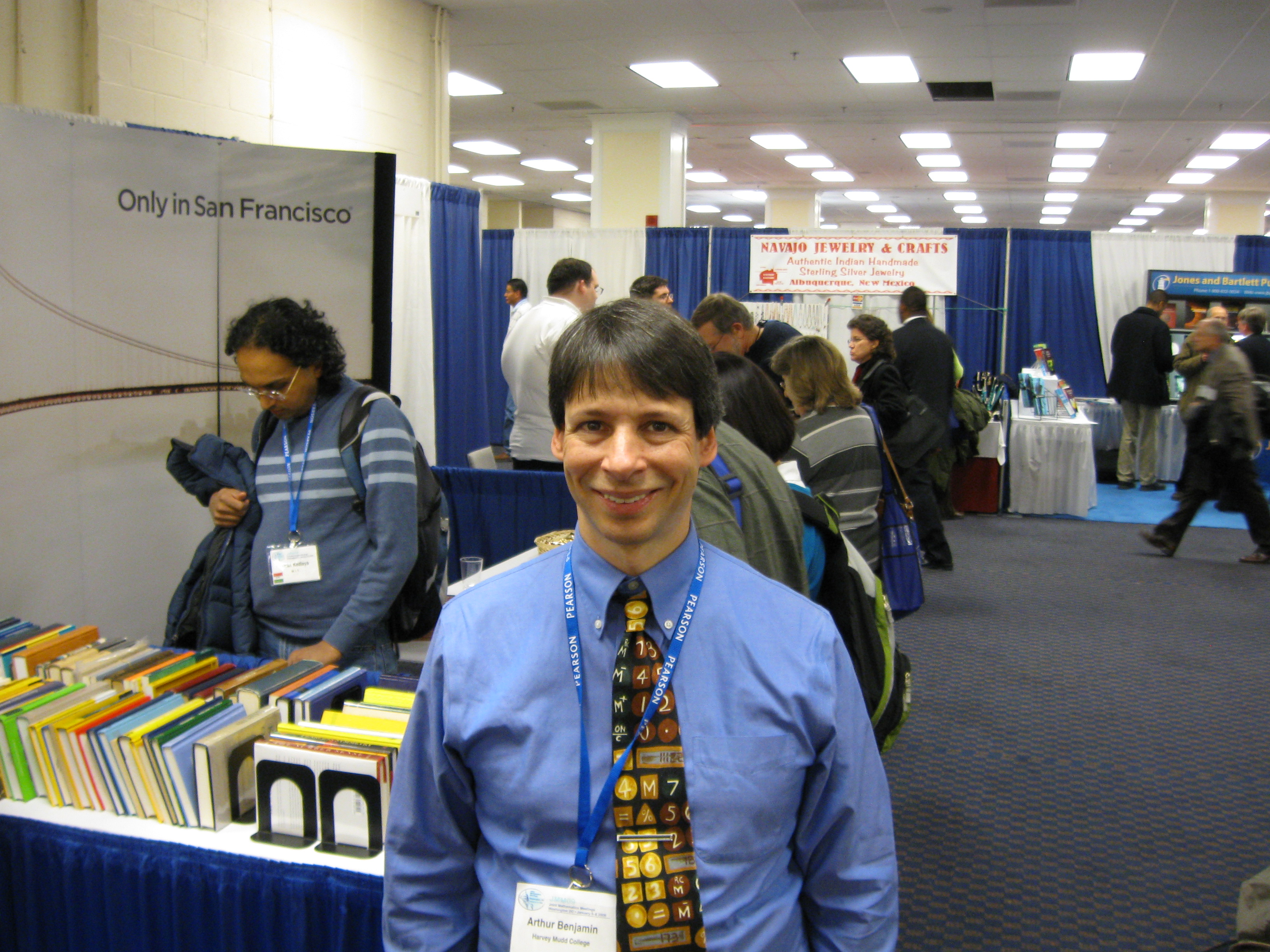
Arthur Benjamin tại Cuộc họp Toán học chung ở Washington, D.C., tháng 1 năm 2009.

Benjamin giữ một số vai trò toán học khi đang theo học đại học, bao gồm các công việc với Viện Tiêu chuẩn và Kỹ thuật quốc gia, Cơ quan An ninh Quốc gia và Viện Phân tích Quốc phòng. Khi nhận được bằng tiến sĩ, ông được nhận làm trợ lý giáo sư toán học tại Trường đại học Harvey Mudd. Ông hiện là giáo sư toàn thời gian tại Harvey Mudd và là chủ tịch khoa toán học từ 2002 đến 2004. Ông đã xuất bản hơn 90 tài liệu học thuật và năm cuốn sách. Ông cũng đã quay một số bộ bài giảng về các chủ đề toán học cho loạt video và audio mang tên The Great Courses của The Teaching Company, bao gồm một khóa học về Toán học rời rạc, Tính nhẩm và Toán học về trò chơi và câu đố: Từ bài đến Sudoku. Ông từng là đồng biên tập của tạp chí Math Horizons trong vòng năm năm.

### Ảo thuật toán học

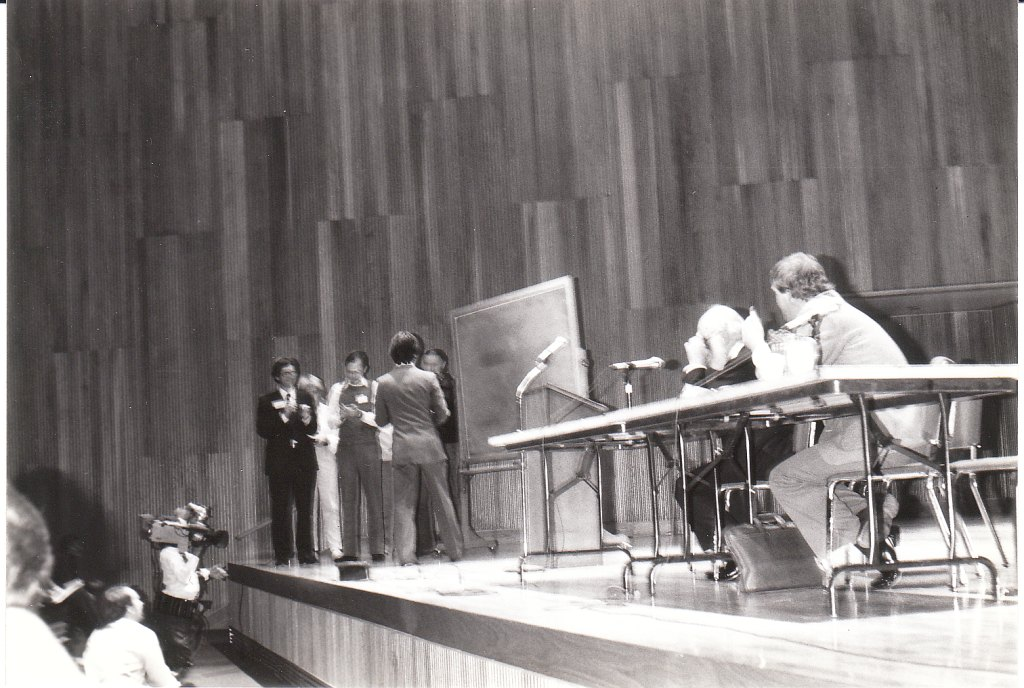
Arthur Benjamin biểu diễn tại Hội nghị CSICOP 1983 ở Buffalo, New York.

Benjamin từ lâu đã có hứng thú với ảo thuật. Khi còn học đại học, ông đã mài giũa kỹ năng ảo thuật gia của mình và tham dự các hội nghị ảo thuật. Tại một trong những hội nghị này, ông đã gặp nhà ảo thuật nổi tiếng theo chủ nghĩa hoài nghi James Randi, người đã ảnh hưởng lớn đến quyết định thực hiện các buổi biểu diễn ảo thuật toán học trực tiếp của Benjamin. Randi mời ông thực hiện các thủ thuật toán học của mình trên một chương trình truyền hình có tên Exploring Psychic Powers Live do Uri Geller đồng dẫn. Randi cũng khuyến khích Benjamin tham gia vào phong trào hoài nghi lúc bấy giờ đang phát triển. Ông đã tham dự các cuộc họp đầu tiên của Nhóm những người hoài nghi Nam California vào những năm 1990, sau này trở thành Hội hoài nghi. Tại đây, ông đã gặp Chủ tịch Hội hoài nghi Michael Shermer, người sau này trở thành đồng tác giả của ba cuốn sách với Benjamin.
Benjamin thường xuyên thực hiện buổi biểu diễn ảo thuật toán học trực tiếp của mình tại các trường học, trường đại học, hội nghị và thậm chí tại Magic Castle ở Hollywood, California. Trong các buổi biểu diễn này, Benjamin thực hiện các kỳ tích toán học như tính bình phương của một số nhanh chóng với kết quả tối đa năm chữ số và xác định chính xác ngày trong tuần mà các khán giả được sinh ra dựa trên ngày sinh của họ.
Ông cũng xuất hiện trong Mathemagics, một đĩa đa phương tiện được phát hành cho 3DO Interactive Multiplayer vào năm 1994, phần lớn bao gồm các màn trình diễn và bài học ngắn của Benjamin về tính nhẩm và ảo thuật toán học.

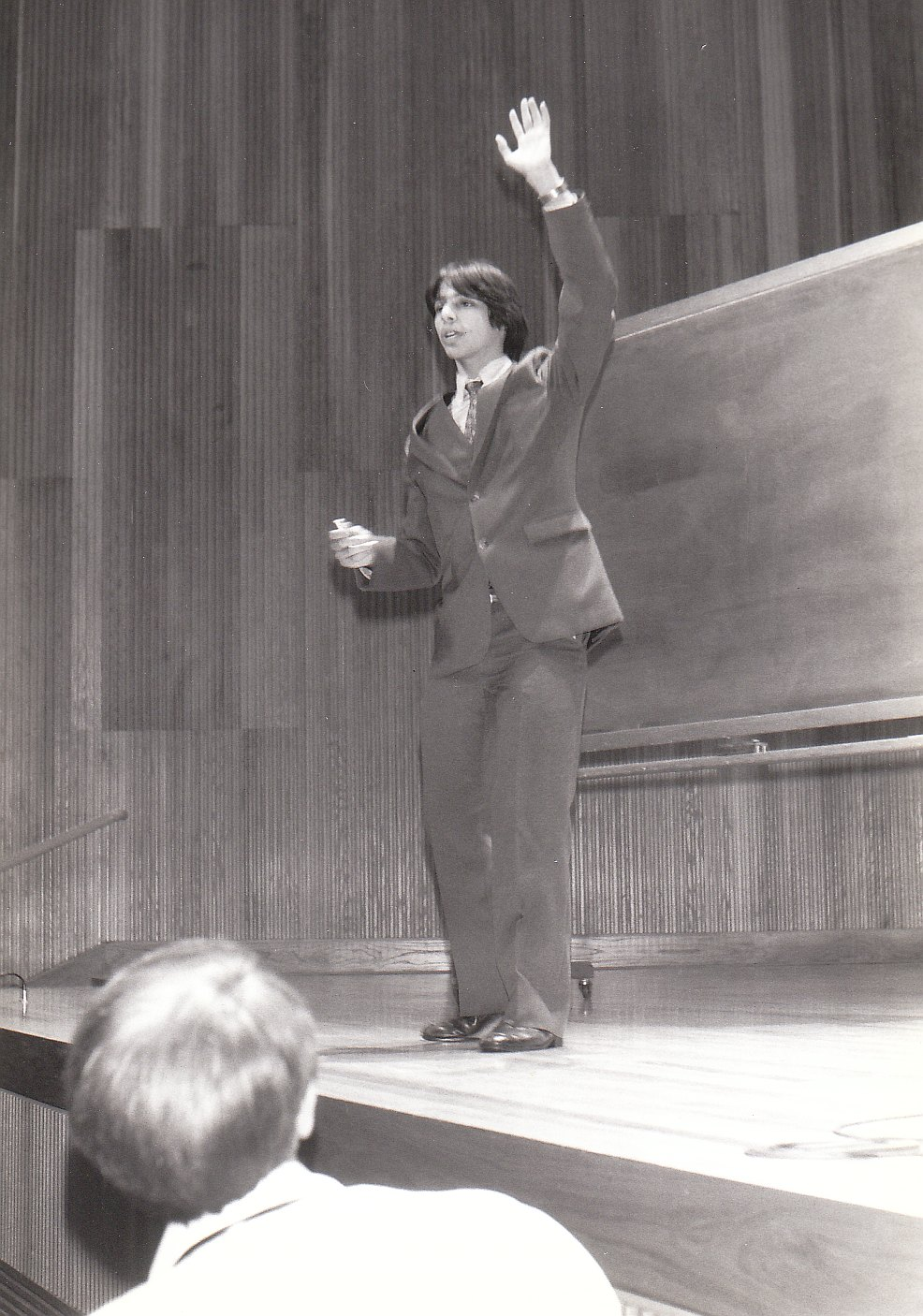
Arthur Benjamin biểu diễn tại Hội nghị CSICOP 1983 ở Buffalo, New York.

## Truyền thông
Benjamin đã xuất hiện trong ba TED Talk. Lần đầu tiên vào năm 2005, ông trình diễn ảo thuật toán học. Lần thứ hai vào năm 2009 là một lời đề nghị cải thiện giáo dục toán học trong các trường học. Lần thứ ba vào năm 2013 là về cách dãy Fibonacci cho một ví dụ tuyệt vời về ba lý do quan trọng nhất để nghiên cứu toán học: tính toán, ứng dụng và cảm hứng.
Ông đã xuất hiện trên nhiều chương trình truyền hình trong suốt nhiều năm, bao gồm một màn trình diễn đáng chú ý trên the Colbert Report vào năm 2010. Ông đã xuất hiện trong hơn 100 bài viết trên các tờ báo và tạp chí định kỳ như The New York Times, People, USA Today, và Scientific American.

## Giải thưởng và vinh danh
- Người chơi của năm trong American Backgammon Tour, 1997[11]
- Thành viên của Viện Toán học tổ hợp và ứng dụng, 2000[2]
- Giải thưởng giảng dạy xuất sắc Haimo, Hội Toán học Hoa Kỳ, 2000[2]
- Giải thưởng CHOICE, Danh hiệu học thuật xuất sắc, cho Proofs that Really Count: The Art of Combinatorial Proof, Hiệp hội Thư viện Hoa Kỳ, 2004[2]
- Được Reader's Digest bình chọn là "Chuyên gia toán học xuất sắc của Hoa Kỳ", tháng 5 năm 2005[2]
- Giải thưởng sách Beckenbach, cho Proofs that Really Count, Hiệp hội Toán học Hoa Kỳ, 2006[2]
- Giảng viên George Pólya, Hiệp hội Toán học Hoa Kỳ, 2006-2008[2]
- Được The Princeton Review bình chọn là một trong 300 giáo sư giỏi nhất, 2012[2]

## Tác phẩm
- Benjamin, Arthur T.; Shermer, Michael (1991). Teach Your Child Math: Making Math Fun for the Both of You. New York: McGraw Hill. ISBN 0737301341.
- Benjamin, Arthur T.; Shermer, Michael (1993). Manny: How to Look like a Genius Without Really Trying. New York: McGraw Hill. ISBN 0929923545.
- Benjamin, Arthur T.; Quinn, Jennifer J. (2003). Proofs That Really Count: The Art of Combinatorial Proof. Washington DC: Mathematical Association of America. ISBN 0883853337.
- Benjamin, Arthur T.; Shermer, Michael (2006). Secrets of Mental Math: The Mathemagician's Guide to Lightning Calculation and Amazing Math Tricks. New York: Random House. ISBN 0307338401.
- Benjamin, Arthur T.; Brown, Ezra B.; editors (2009). Biscuits of Number Theory. Washington DC: Mathematical Association of America. ISBN 088385340X. {{Chú thích sách}}: |first2= có tên chung (trợ giúp)Quản lý CS1: nhiều tên: danh sách tác giả (liên kết)
- Benjamin, Arthur T. (2015). The Magic of Math: Solving for x and Figuring Out Why. New York: Basic Books. ISBN 0465054722.